# Lukićevo
Lukićevo (srp.: Лукићево, njemački: Sigmundfeld) je naselje u Banatu u Vojvodini u sastavu općine Zrenjanin.

## Nijemci u Knićaninu
Do Drugoga svjetskoga rata Lukićevo je bilo njemačko naselje, Nijemci su deportirani, a u njihove kuće kolonizirani su Srbi većinom iz Bosne.

## Stanovništvo
U naselju Lukićevo živi 2.077 stanovnika, od toga 1.684 punoljetna stanovnika, prosječna starost stanovništva iznosi 40,6 godina (39,3 kod muškaraca i 41,9 kod žena). U naselju ima 718 domaćinstava, a prosječan broj članova po domaćinstvu je 3,03.
| Etnički sastav 2002. |            |        |
| Narod                | Stanovnika | %      |
| Srbi                 | 1.941      | 93,45% |
| Jugoslaveni          | 23         | 1,10%  |
| Romi                 | 20         | 0,96%  |
| Mađari               | 9          | 0,43%  |
| Hrvati               | 6          | 0,28%  |
| Crnogorci            | 6          | 0,28%  |
| Slovaci              | 5          | 0,24%  |
| Rumunji              | 3          | 0,14%  |
| Makedonci            | 3          | 0,14%  |
| ostali               | 3          | 0,14%  |
| nepoznato            | 22         | 1,05%  |

| broj stanovnika | 1608  | 1557  | 1930  | 2091  | 2186  | 2196  | 2077  |
|                 | 1948. | 1953. | 1961. | 1971. | 1981. | 1991. | 2001. |

## Vanjske poveznice
- Karte, položaj i vremenska prognoza